# مرشدات وكشافة السويد
مرشدات وكشافة السويد هي الكشافة الوطنية والمنظمة التوجيهية في السويد. تشكلت المنظمة في عام 2012 من قبل إعادة هيكلتها من قبل الجمعية العالمية للمرشدات وفتيات الكشافة، والمنظمة العالمية للحركة الكشفية في عام 2013. ومنظمة التعاون التعليمي لديها نحو 70,000 أعضاء.

## روابط اخرجية
- الموقع الرسمي (بالسويدية)
- مرشدات وكشافة السويد بالإنجليزية